# Igor Žic
Igor Žic (Rijeka, 25. veljače 1961.) hrvatski je prozaik, esejist i kritičar.

## Životopis
Rodio se 1961. godine u Rijeci. Studirao je na grupi Hrvatski jezik i književnost, a diplomirao je 1986. godine likovnu umjetnost na Pedagoškom (danas Filozofskom) fakultetu u Rijeci. Diplomirao je na temu "Teorijska konkretna estetika".
Radi u Pomorskom i povijesnom muzeju u Rijeci od 1987. godine. Radio je kao restaurator slika, sada je voditelj stručne knjižnice. 
U uredništvu je Sušačke revije od 1993. do danas, bio je urednik dvojezičnog časopisa "Welcome to Rijeka&Opatija", te Književne Rijeke od 2011. do 2019. godine.
Piše za niz časopisa, poput Književne Rijeke i Republike iz Zagreba. 
Od 1985. godine objavio je 28 knjiga, te više od 800 članaka. Kreće se između književnosti, povijesti i povijesti umjetnosti. Najuspješnija knjiga mu je „Kratka povijest grada Rijeke“ (od 1998. 7 hrvatskih, te englesko i talijansko izdanje), a najljepša „Crkveno slikarstvo na otoku Krku od 1300. do 1800.“ (2006.). Svoje priče objavio je u zbirkama „Intruder“ (1999.) i „Hrvatska knjiga mrtvih“ (2002.), a eseje iz svjetske i hrvatske književnosti u knjizi „Književni eseji“ (2011.).
Djela su mu prevađana na strane jezike. 
Unuk je hrvatskog književnika Ive Žic-Klačića i sin hrvatskog slikara Rikarda Žica.

## Djela

### Knjige
- “Laval Nugent, posljednji Frankopan, gospodar Trsata”, CDM, Rijeka, 1992.
- “Zbirka starih majstora Pomorskog i povijesnog muzeja Hrvatskog primorja”, CDM, Rijeka, 1993.
- “Gospa Trsatska – Kraljica Jadrana”, (jedan od autora tekstova), autor i urednik Vanja Vinković, Franjevački samostan Trsat i “Gorin”, Rijeka, 1996. (drugo izdanje 1998.)
- “Rijeka – grad svetog Vida”, foto-monografija, “Dušević&Kršovnik”, Rijeka, 1996.
- “Rijeka – City of St. Vitus”, “Dušević&Kršovnik”, Rijeka, 1996.
- “Rijeka – Fiume, Città di S. Vito”, “Dušević&Kršovnik”, Rijeka, 1996.
- “Rijeka – Stadt der Heiligen Vitus”, “Dušević&Kršovnik”, Rijeka, 1996.
- “Kratka povijest grada Rijeke”, “Adamić” & “M-grafika”, Rijeka, 1998. (1. izdanje - 1998., 2. – 1999., 3. – 2001., 4. – 2003., 5. – 2006. I, 6. – 2006. II., 7. – 2010.)
- “Intruder – 20 priča”, “Rival”, Rijeka, 1999.
- “Riječka gostoljubivost – Hoteli, restorani, gostionice, kavane, kupališta”, “Adamić”, Rijeka, 2000.
- “Rijeka – Turistički vodič”, “Rimedia” (“Masmedia”), Rijeka – Zagreb, 2001.
- “Rijeka – Tourist Guide”, “Rimedia” (“Masmedia”), Rijeka – Zagreb, 2001.
- “Hrvatska knjiga mrtvih – 25 priča”, “Rival”, Rijeka, 2002.
- “Riječki orao, venecijanski lav i rimska vučica – Eseji o hrvatsko-talijanskim odnosima kroz povijest”, “Adamić”, Rijeka, 2003.
- “Pavica Julija Kaftanić”, Urem-Ruck-Zakošek-Žic, “Glosa”, Rijeka, 2005.
- “Crkveno slikarstvo na otoku Krku od 1300. do 1800. godine”, “Glosa”, Rijeka, 2006.
- “Breve storia della Città di Fiume”, “Adamić”, Rijeka, 2007.
- “A Short History of the City of Rijeka”, “Adamić”, Rijeka, 2007.
- “Udruženje obrtnika Rijeka, 1968. – 2008.” (sa Zdravkom Klevom), “Zambelli”, Rijeka, 2008.
- “Brodogradilište Kraljevica 1729. – 2009.”, (jedan od autora),ur. Franjo Butorac, “Globus”, Zagreb, 2009.
- „Književni eseji“, DHK, Zagreb, 2011.
- „Vodič po Opatiji i okolici“, „Hrvatski muzej turizma“, Opatija, 2012.
- „Vatroslav Cihlar“, DHK Rijeka, Rijeka, 2014.
- "Maškarani autorally Pariz-Bakar", (jedan od autora), ur. Anto Ravlić, "Autoklub Rijeka", Rijeka, 2016.
- “Opatija - A Guide through Town and its Surroundings”, Croatian Museum of Tourism, Opatija, 2017.
- “Opatija - Ein Reiseführer für Stadt und Umgebung”, Kroatisches Tourismusmuseum, Opatija, 2017.
- "Krčka kulturna baština", Bozanić, A., Galović, T., Žic, I., ur. Josip Žgaljić, Glosa, Rijeka, 2018.
- "Laval Nugent - neokrunjeni kralj Hrvatske", Redy2Print, Rijeka, 2019.
- Opatija – Ein Reisefürer für Stadt und Umgebung“, (mit Gabriela  Krmpotić Kos), Kroatisches Turismusmuseum, Opatija, 2019.
- „Uroboros – iz prošlosti riječkog prometa i urbanizma“, „Ready2Print“, Rijeka, 2020.

### Antologije
- “Detektiv”, priča u knjizi Urem-Ušljebrka-Zagorac: “Dan velikih valova – proza i poezija Rivalova naraštaja”, Rijeka, 2001, str. 160-162
- “Potraga za Graalom/ Pjesnik”, dvije priče u knjizi Bačić-Karković, D.: “Rijeka u priči”, Rijeka, 2009., str. 493-497

## Vanjske poveznice
- Igor Žic, U povodu aktualne zagrebačke restauracije dviju metalnih skulptura Trsatskih zmajeva A. D. von Fernkorna,  O ljudima i zmajevima  Arhivirana inačica izvorne stranice od 19. veljače 2021. (Wayback Machine)